# Spymate
Spymate är en kanadensisk långfilm från 2006 i regi av Robert Vince, med Barry Bostwick, Emma Roberts, Richard Kind och Michael Bailey Smith i rollerna. Den släpptes i Kanada på bio den 24 februari 2006 & i USA på DVD den 11 april 2006.

## Rollista
- Chris Potter - Mike Muggins
- Richard Kind - Dr. Farley
- Emma Roberts - Amelia
- Michael Bailey Smith - Hugo
- Musetta Vander - Dr.Amour
- Debra Jo Rupp - Edith
- Pat Morita - Kiro
- Troy Yorke - Lightning
- Kathryn Kirkpatrick - Betty
- Guillaume Lemay-Thivierge - Fly
- Taras Kostyuk - Melmar
- Benjamin B. Smith - Little Boy
- Mark Acheson - Arab Terrorist
- Kevan Ohtsji - Bergsvakt #1
- Malcolm Scott - Ernest
- Peter Shinkoda - Bergsvakt
- Brittney Wilson - Jules